# 阿林戈广场
阿林戈广场是阿斯科利皮切诺市最古老的广场。

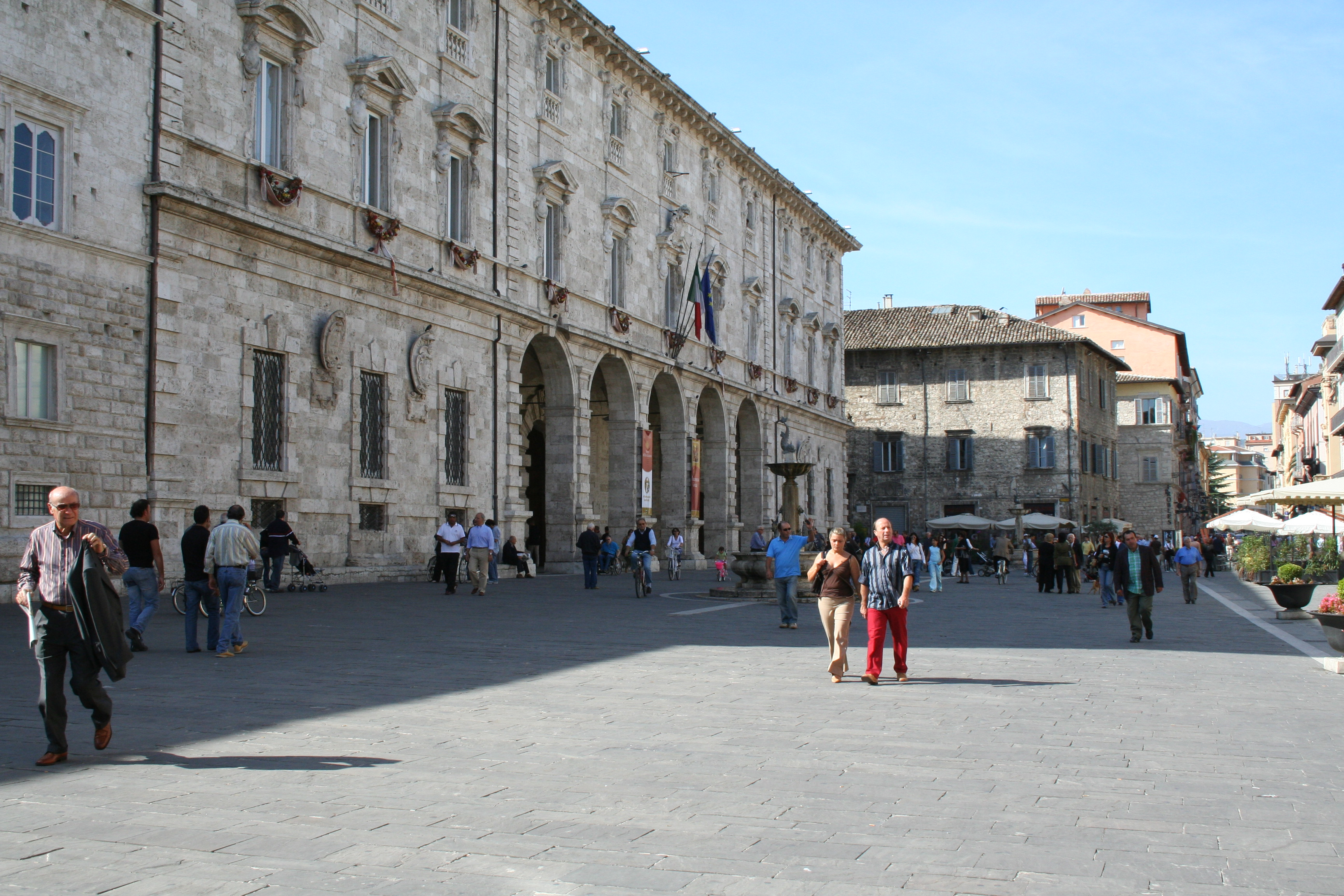

广场呈长方形，周边拥有许多重要的古迹，包括：丰齐宫、13 世纪的阿伦戈宫、主教官邸、圣爱米巨主教座堂、阿斯科利皮切诺圣若翰洗礼堂、教区博物馆和帕尼奇宫。
广场的名字来源于中世纪，当时阿斯科利成为一个自由市镇，市民聚集在广场中央的大榆树下，召开议会，讨论镇上的事务。这里成为该市最重要的公共活动和社会生活中心。
1152 年在广场上竖立了一个平台，供演讲者使用。 1215 年，圣方济各和后来的圣雅各伯（1446-1471 年）在这里向阿斯科利市民演讲。
1369 年 2 月 7 日，大榆树在一场大风暴中被吹倒，在 1373 年更换了一棵新树。后面一棵树活到 15 世纪末，此后没有再种植新树代替·。
该广场曾用于主保圣人圣爱米巨瞻礼日的阅兵、游戏和锦标赛。
1882 年，尼古拉·坎塔拉梅萨制作了国王维托里奥·埃马努埃莱二世的雕塑，放置在广场上。第二次世界大战后，国王雕像拆除，现在公共花园。

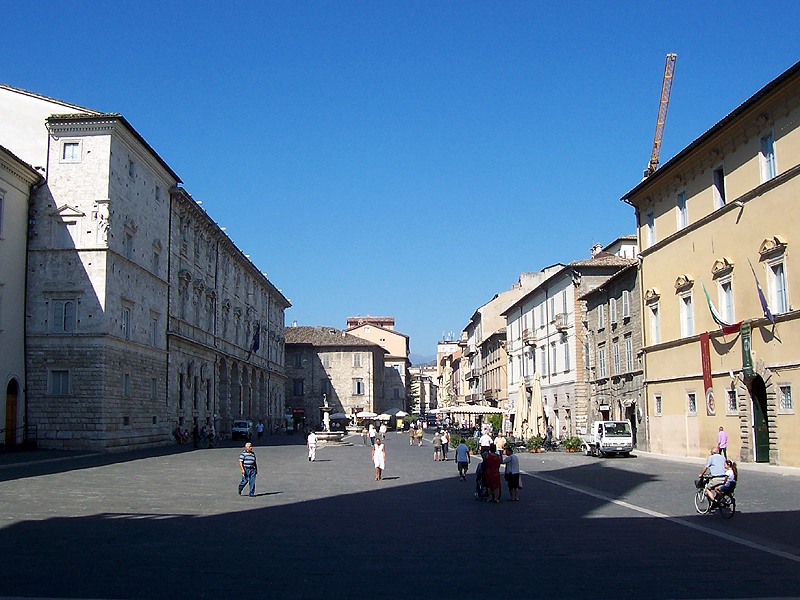
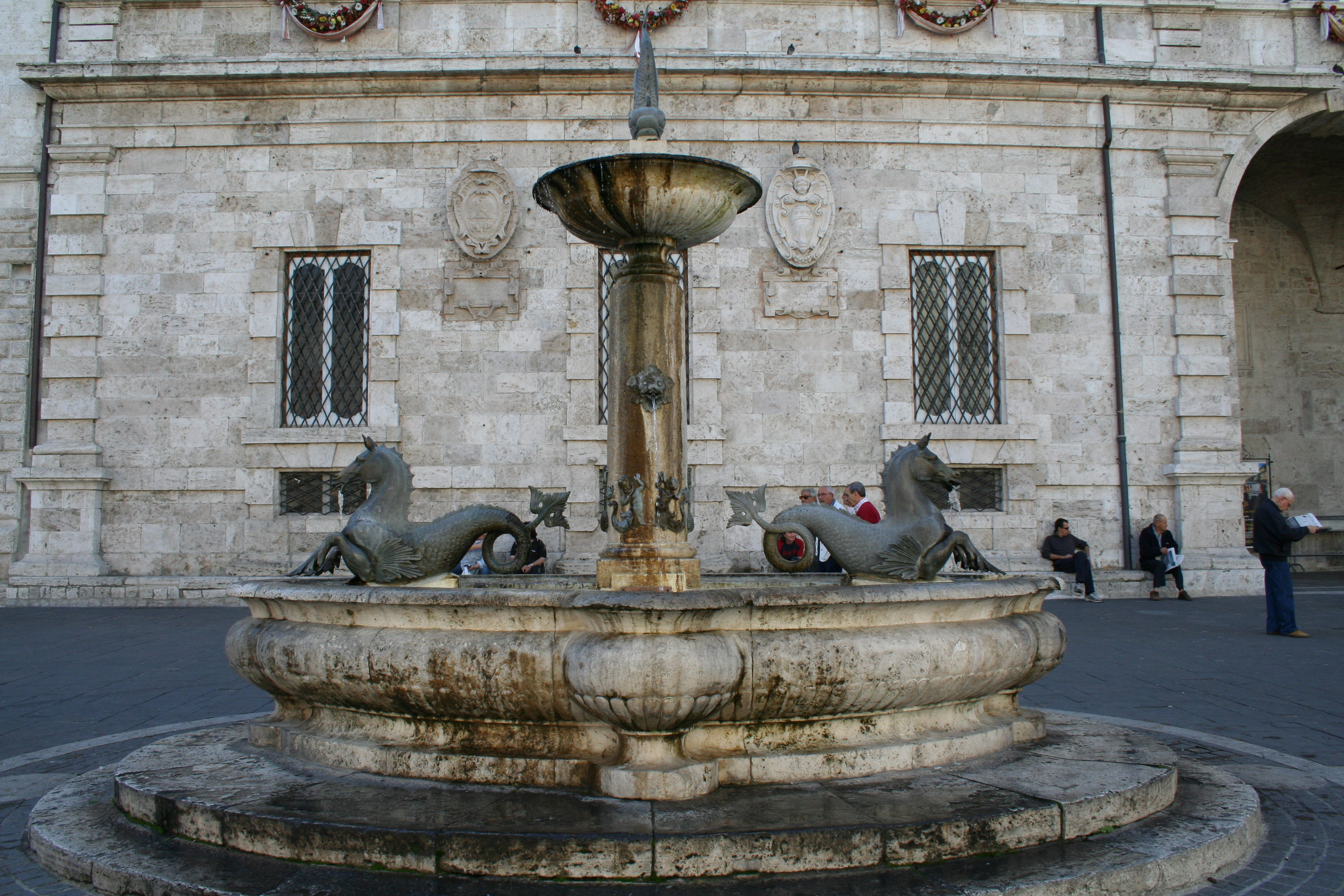
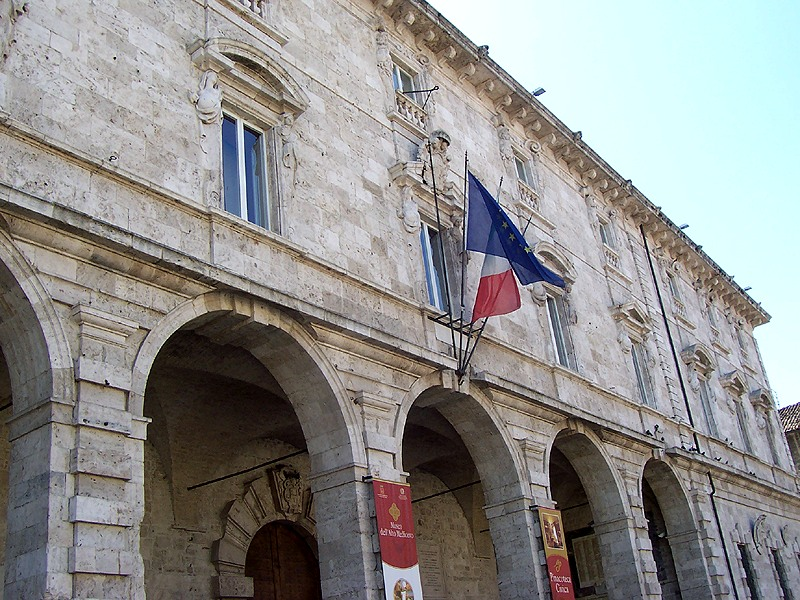
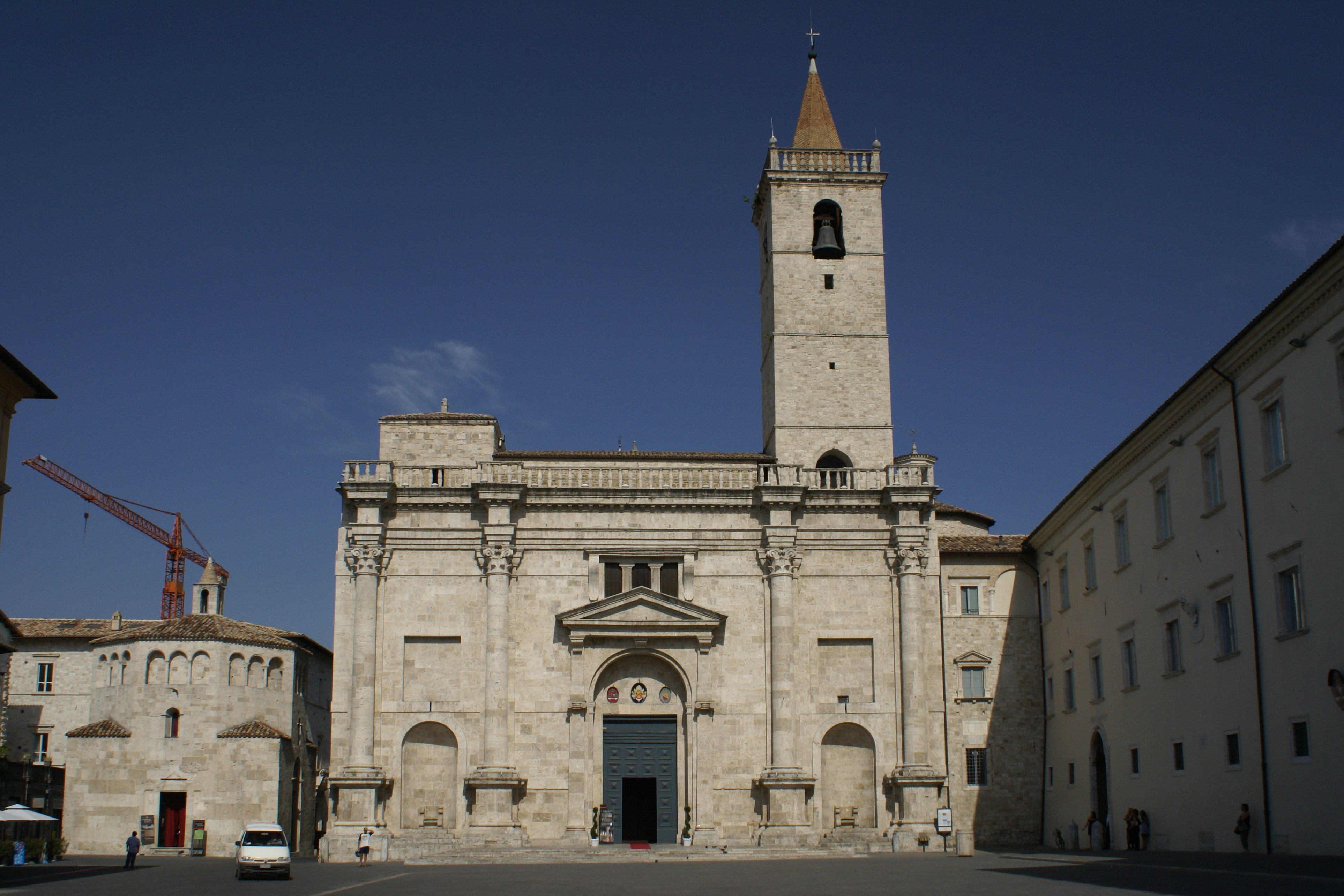
主教座堂
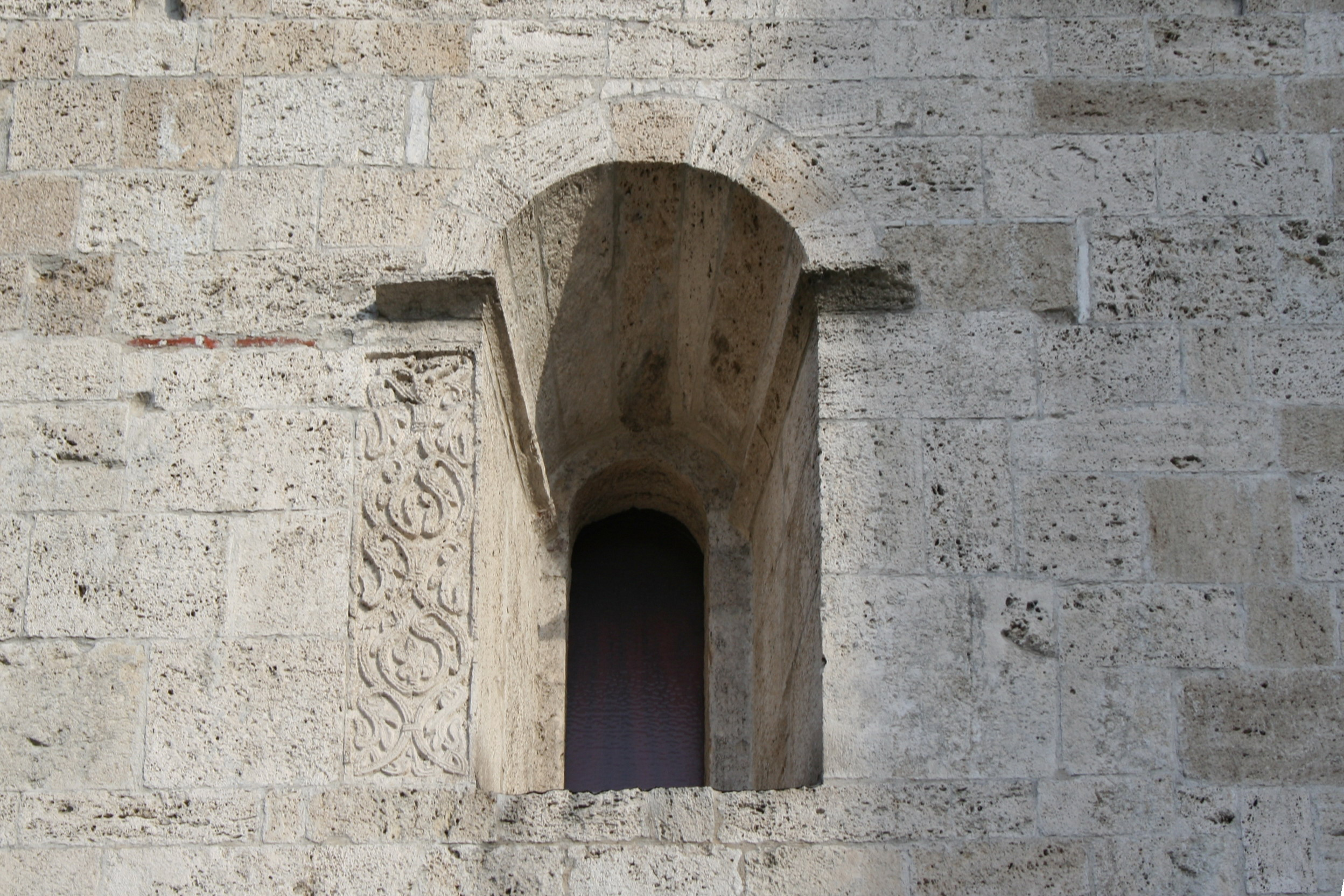